# Al pasar
Al pasar es una canción cantada por la agrupación mexicana Kabah, incluida en su primer álbum de estudio del mismo nombre (1994). Esta canción fue lanzada como el primer y sencillo debut oficial del disco y del grupo es una de las más exitosas de la agrupación.

## Otros datos
En 2005 esta canción fue versionada y relanzada con la cantante de rock Alejandra Guzmán para su último álbum tributo El Pop la cual también fue una buena colaboración y tuvo buena aceptación por parte de sus fanes.
En 2023 esta canción formó parte la gira musical 90's Pop Tour junto con otros de sus más grandes éxitos musicales de la banda, compartiendo escenario con otras bandas más como OV7, Magneto, JNS y otros artistas más.

## Video musical

### Versión con Alejandra Guzmán
Fue grabado y filmado en el año 2005 y se muestra a los integrantes y a la cantante que se encuentran dentro de una heladería vestidos y están en varias escenografías jugando y divirtiéndose mientras se avienta de comida.